# آواران
آواران (به ترکی آذربایجانی: Avaran) یک منطقهٔ مسکونی در جمهوری آذربایجان است که در شهرستان قوسار واقع شده‌است. آواران ۱۳۴۳ نفر جمعیت دارد.